# Epiphyas ammotypa
Epiphyas ammotypa är en fjärilsart som beskrevs av Turner 1945. Epiphyas ammotypa ingår i släktet Epiphyas och familjen vecklare. Inga underarter finns listade i Catalogue of Life.